# Joep Faddegon

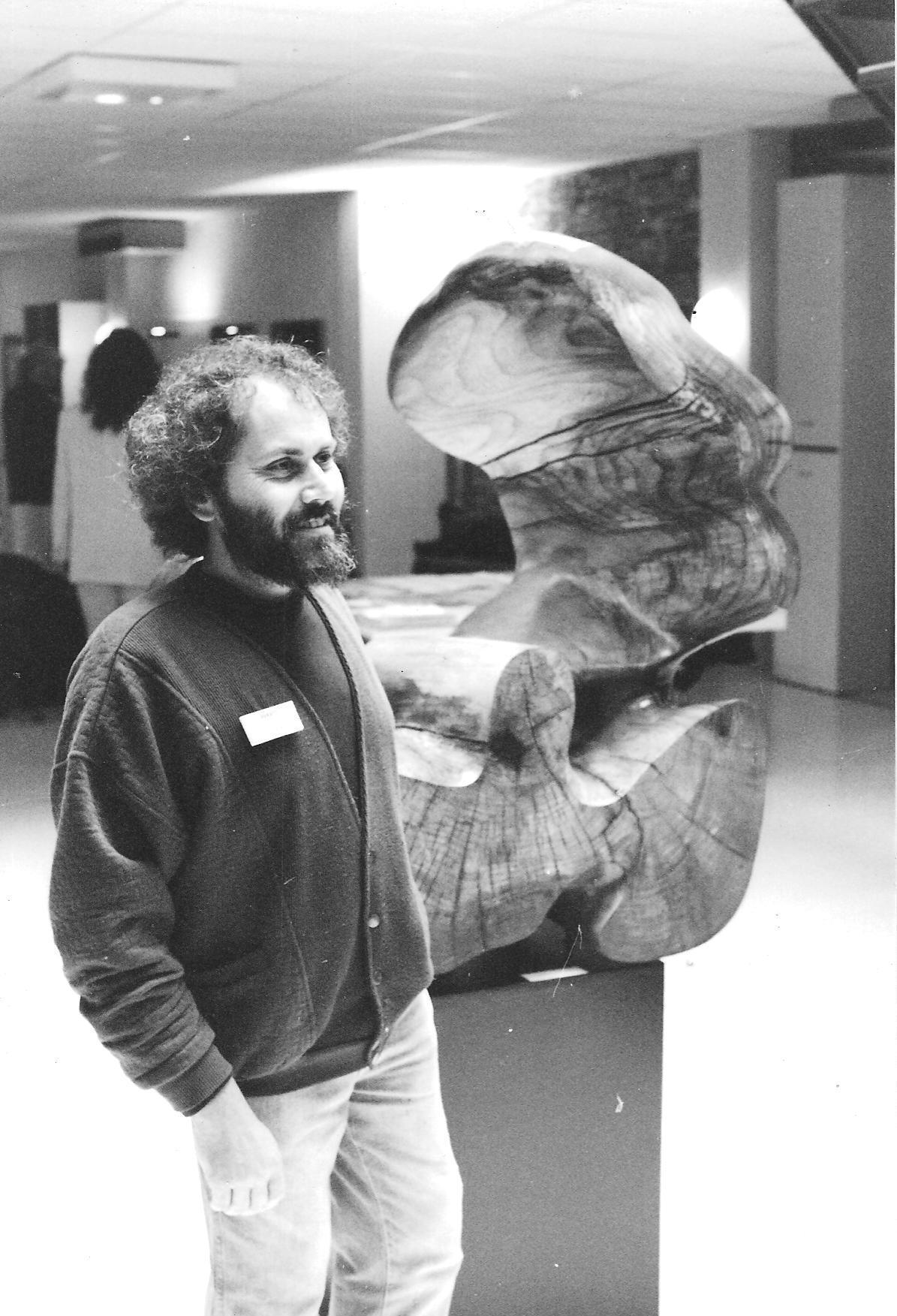
Joep Faddegon naast zijn beeld De Vlucht (wortelvoet van een iep), 1992

Joep (Johan Melchior) Faddegon (Bussum, 25 juni 1943 – Gorinchem, 17 januari 2013) was een Nederlands beeldhouwer. Hij werkte in organisch-abstracte stijl en voelde zich sterk verbonden met de natuur. Zijn beelden zijn dan ook vaak abstracties van golven (Golfslag), water en zee (Pisces), windvlagen (Mistral), bloemen (Narcis), de wortelvoet van een iep (De Vlucht) en het vrouwelijk lichaam (Zelfzucht, Boeddha, etc.). Hij woonde vanaf 1974 met zijn echtgenote in een dijkhuisje te Asperen langs de Linge, midden in het polderlandschap.

## Levensloop

### Jeugd en studie
Faddegon werd geboren in Bussum als zevende kind en tweede zoon van Barend Henri Faddegon (1907-1969) en Berendina Knake (1910-2009). Hij is een telg uit een bijzondere familie. Zijn grootvader was Henri Christiaan Faddegon, horlogemaker, wiskundige en oprichter van het Museum en Archief van Tijdmeetkunde (later opgegaan in het Nederlands Zilvermuseum Schoonhoven). Grootvader Faddegon had twee bekende broers, oudoom Johan Melchior (1871-1941) (naar wie Joep is vernoemd), die in Parijs woonde als horlogemaker en medailleur en oudoom Barend (1874-1955), die hoogleraar Sanskriet en Algemene Taalwetenschap (Algemene Taalkunde) was aan de Universiteit van Amsterdam, gehuwd met Emily Keene uit Oxford.
Vermeldingswaard in dit verband zijn de tweezijdige plaquettes gemaakt door oudoom Johan Melchior van: 1) Rembrandt (1906), in de vorm van een penning en een hanger, naar aanleiding van Rembrandt’s 300ste geboortedag in 1906; 2) Wilhelmina der Nederlanden (1898), een penning naar aanleiding van de inhuldiging van Koningin Wilhelmina; 3) Grootvader Henri Christiaan. En begrijpelijk in dit verband is dat werk van Joep zich bevindt in Parijs en Oxford.
Faddegon kreeg op zijn vierde jaar tuberculose. Van 1948 tot 1953 lag hij om die reden in het sanatorium te Laren. Zijn moeder bezocht hem elke dag en zijn oudere zusters leerden hem lezen en schrijven. Daarna werd hij gezond verklaard, maar de ziekte openbaarde zich weer opnieuw en dat kostte hem nog eens een periode kuren en een operatie. Al met al heeft hij nauwelijks lager onderwijs genoten, voordat hij eind jaren vijftig naar de Brandsma Mulo in Bussum ging. Dat was geen succes en enkele jaren later ging hij het nog eens proberen op de Ivo-Mavo, omdat individueel onderwijs in zijn geval beter resultaat zou opleveren.
Faddegon heeft zijn opleiding tot beeldhouwer eind jaren zestig genoten aan de Steenhouwersvakschool (3 jaar) en aan de avond-academie Artibus, (nu Hogeschool voor de Kunsten Utrecht), beide te Utrecht. Hij noemde zichzelf uitdrukkelijk niet kunstenaar en voelde zich ook meer een ambachtsman. Klassiek en ambachtelijk waren belangrijke begrippen voor hem.

### Keuze maken: kunstcentrum, kaartentekenaar of kunstenaar
Na een ingewikkelde schoolloopbaan en na een jaartje op een chocoladefabriek in Bussum, heeft hij toen eind jaren zestig samen met zijn toenmalige vriendin een kunstcentrum opgezet in een kraakpand aan de Voorstraat in Utrecht.
In die tijd heeft hij ook nog op het Geografisch Instituut van de Rijksuniversiteit Utrecht gewerkt als kaartentekenaar. Hij tekende daar onder andere kaarten met behulp van luchtfoto-interpretatie van de Sipaliwinisavanne in Zuid-Suriname, waar jonge geografen en biologen in die tijd net van terug waren gekeerd.
Het ging hem goed af, maar het vrije leven lachte hem ook toe. Vandaar dat hij toen uiteindelijk toch maar heeft besloten beeldhouwer te worden.
In 1971 trad hij als aspirant-lid toe tot het Genootschap Kunstliefde te Utrecht, het oudste kunstenaarsgezelschap in Nederland (opgericht 1807), waar Joep direct vanaf het begin actief werd en zijn medewerking heeft aangeboden.
In die dagen (1974) verruilde hij ook zijn kraakpand in Utrecht-Centrum voor een dijkhuisje in Asperen langs de Linge. En daar in de stilte, in het land tussen de grote rivieren, bevolkt door reeën en zwermen vogels, wilde hij nooit meer vandaan. De natuur was zijn inspiratiebron, vroeg zijn aandacht en hij hoefde zijn gedachten alleen nog maar vorm te geven of uit te beelden in steen of hout.
Faddegon is 17 januari 2013 overleden en 24 januari 2013 begraven op de Algemene Begraafplaats te Asperen. Op zijn graf ligt een grote ronde natuursteen, waaromheen door familie en vrienden vele kleine witte stenen zijn gelegd als teken van waardering en respect voor Faddegon, die geen gemakkelijk leven heeft gehad, en voor zijn beelden waarmee hij ons een spiegel aanreikte van zijn gevoel voor de natuur.

### Manier van werken en thema’s
Faddegon werkte in hout, steen en soms in brons. Zijn werk is vrijwel altijd ontstaan in taille directe, waarbij het beeld gaandeweg het hakken ontstaat. De hoofdthema’s van zijn werk zijn natuur en mens.
In een bijgaande tekst van een van zijn tentoonstellingen staat dat hij studies en ontwerpen maakte van tendensen en bewegingen in de maatschappij, die hij vergeleek en in verband bracht met bewegingen en vormen in de natuur: zee, golven, wind, vogels en stroming van water. Inspiratie putte Joep niet alleen uit deze natuurfenomenen, maar ook uit studiereizen naar landen zoals Noorwegen, Denemarken, Frankrijk, Joegoslavië en Italië.

## Genootschap Kunstliefde
In 1971 werd Faddegon als aspirant-lid tot het Genootschap Kunstliefde toegelaten, tegelijk met de beeldhouwers Jan Vermaat en Joop Wouters. In die tijd stonden onder meer ook de volgende werkende leden als beeldhouwer ingeschreven:, Joost Berghout, Antoinette Gispen, Rien Goené, Jop Goldenbeld.
In 1975 ontving Faddegon voor de eerste maal de reisbeurs van de Stichting Het Boellaard Fonds. Faddegon heeft twee maal een reisbeurs ontvangen (1975 en 1986), de eerste keer tegelijk met Joop Wouters, de tweede keer samen met zijn echtgenote Claar van der Horst, die sinds 1981 werkend lid van Kunstliefde was geworden.
Begin jaren tachtig treedt Faddegon toe tot de ballotage-commissie, waar dan ook Joost Berghout, Ed Gebski, Jop Goldenbeld en Anneke van der Horst deel van uitmaken.
In 1986 schildert Piet Vermeulen het bestuur van Kunstliefde in analogie met de Jeruzalemvaarders op een schilderij van Jan van Scorel. De bestuursleden worden afgebeeld als Jeruzalemvaarders. V.l.n.r. de werkende leden: Rien Goené (beeldhouwer), Joep Faddegon (beeldhouwer), Willy Blees (beeldhouwer), Ed Gebski (schilder) , Huub Sluis (schilder), Johannes Goldenbeld (beeldhouwer), J. de Bakker (penningmeester), Piet Vermeulen (schilder van dit schilderij). Alle leden hebben een aar in de hand. Beide schilderijen, dat van Piet Vermeulen en dat van Jan van Scorel hangen in het Centraal Museum in Utrecht. Zie Externe links.
Ledententoonstellingen. Deelname van Faddegon aan ledententoonstellingen, voor zover bekend (gaarne aanvullen):
1991: in het voorjaar doet Faddegon heel bescheiden mee met een reeks van drie naar binnen gekeerde ronde marmeren beelden, getiteld Narcis I, II en III.
1993: nu (in februari van dit jaar) is zijn inzending heel wat uitgebreider. Hij krijgt dan een eigen tentoonstelling samen met Lex Heilijgers (schilder). Er worden dan 15 beelden van Joep geëxposeerd, getiteld Pisces (Azobé hout); Mistral (petite granite, Diabaas steen; marmer), Golfslag (Naga hout 2x, Padoek hout, marmer); Narcis (3x in marmer); Incognito (3x in marmer); Sphinx (marmer).
Vlak daarna in het voorjaar van 1993 is hij begrijpelijkerwijs slechts met één beeld present: Incognito.
In 1995 wint Faddegon de Boellaardprijs. In 1984 werd deze prijs ingesteld en op de jaarlijkse najaarstentoonstelling van Kunstliefde toegekend aan de kunstenaar met het beste werk. De prijs bestond aanvankelijk uit een penning naar ontwerp van Paulus Reinhard (maar sinds 1993 werd een nieuwe penning uitgereikt naar ontwerp van Antoinette Gispen) en een bescheiden geldprijs.

## Kunstenaars in Lingewaal
Intussen kwam begin jaren negentig het kunstenaarsoverleg Stichting Tussen Rivieren op gang. Tien kunstenaars uit de Gemeente Lingewaal (wonend in de dorpen Heukelum, Asperen, Vuren, Herwijnen) bleken stuk voor stuk geïnspireerd door het landschap waarin ze woonden, en waarin de dijken, de polders, de rivieren en de flora en fauna een belangrijke rol speelden. Ze leerden elkaar kennen en bereidden een gezamenlijke tentoonstelling voor in het gemeentehuis in Asperen langs de Linge (1992). Faddegon was de enige beeldhouwer. Het beeld De Vlucht (zie foto boven), als vanzelf ontstaan uit de wortelvoet van een iep, nam een belangrijke plaats in op de tentoonstelling. Verder was Faddegon nog met zes andere beelden aanwezig, allemaal in marmer.
Over De Vlucht zegt hijzelf:
Die schijf was helemaal massief. Ik haalde de bast eraf en toen begon hij te werken, een eigen stand te zoeken. Zo begon het. Je kunt er een wervel in zien. Of het opstijgen of landen van een vogel. Ik noem het De Vlucht. Voor mij is het duidelijk. Dit ben ik gewoon...

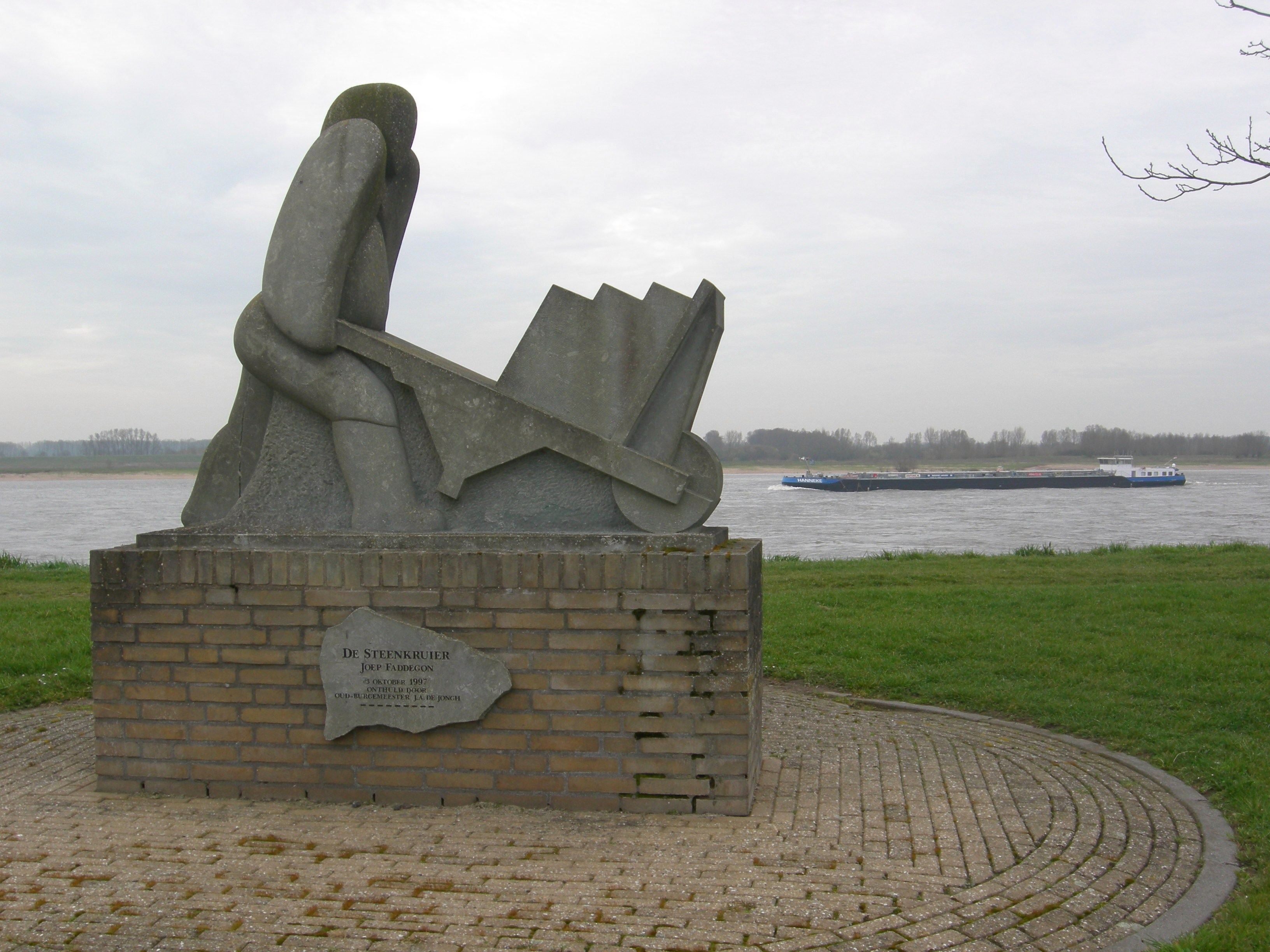
Joep Faddegon. De steenkruier, op de Waaldijk aan het Boveneind in Herwijnen

Deze tentoonstelling heeft voor het eerst de kunstenaars uit de gemeente Lingewaal een gezicht gegeven. Enkele jaren later maakte Faddegon in opdracht van de gemeente het enorme beeld De Steenkruier, 3 oktober 1997 door oud-burgemeester J. A. de Jong onthuld. Het staat op de Waaldijk aan het Boveneind in Herwijnen. Het is gehakt uit één stuk steen, een enorme prestatie.

## Atelier in Entrains-sur-Nohain
Begin jaren 2000 vertoefde Joep steeds vaker enige weken of maanden in Bourgondië, in het plaatsje (Entrains-sur-Nohain), tegenover een prachtig veld zonnebloemen. Vrienden hadden hem daar een atelier aangeboden en wilden graag dat hij daar workshops zou komen geven. Hij wandelde er veel, genoot erg van het landschap dat heel erg verschilde van thuis en werkte aan nieuwe opdrachten (o.a. twee Boeddha’s). Tot eind 2012 heeft hij er inspiratie opgedaan.

## Exposities (voor 1993)
- Galerie De Plomp, Utrecht (1973).

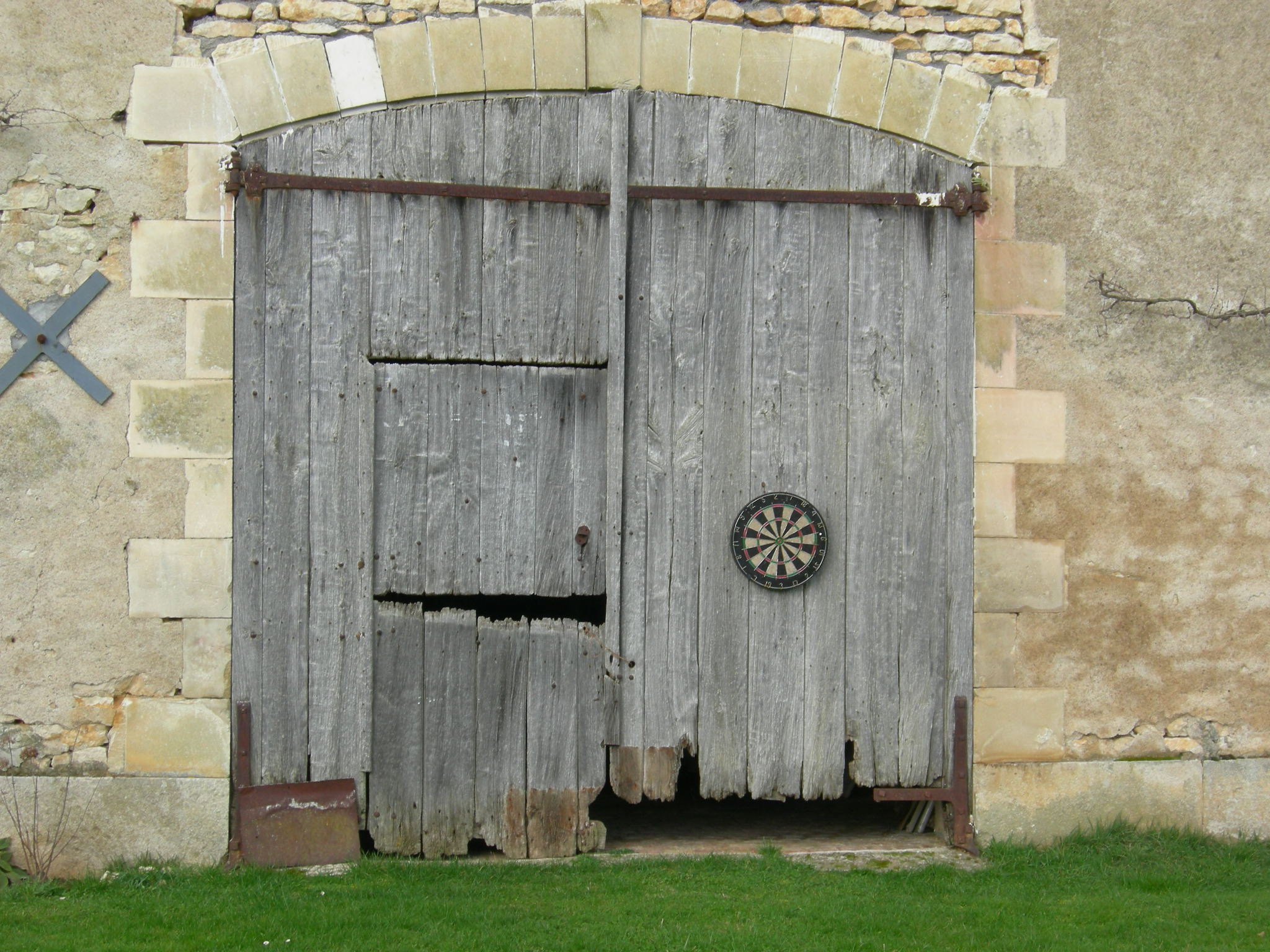
Schuurdeur naast het atelier van Joep in Bourgondië, 2007

- Reizende tentoonstelling van de Nederlandse Kunststichting / tent. Het gehakte beeld, expositie van beelden in diverse plaatsen in Nederland (1975).
- Genootschap Kunstliefde, Utrecht (1991, 1993, 1995).
- Slot Zeist, Zeist.
- Kasteel Geldrop, Geldrop.
- Galerie Duurstede, Wijk bij Duurstede.
- Galerie Rosart, Amersfoort (begin jaren ’80).
- Galerie De Vier Linden, Asperen (1987?).
- Kantonnaal en Stedelijk Museum, Wijk bij Duurstede.
- Koninklijke Shell, Amsterdam.
- Kunstzaal de Hoge Hees, Eersel.

Ook medewerking verleend aan:
- de gebeeldhouwde Lantaarnconsoles in de Utrechtse Binnenstad langs de Utrechtse grachten (waarschijnlijk i.s.m. Paulus Reinhard).
- de drie reliëfs op de zuidmuur van het SHV-hoofdkantoor. Mariaplaats/hoek Rijnkade, Utrecht, o.l.v. de beeldhouwer Pieter d'Hont.